# L'Ambulance (film)
Pour les articles homonymes, voir Ambulance (homonymie).
Ne doit pas être confondu avec Ambulance (film).
Pour plus de détails, voir Fiche technique et Distribution.
L'Ambulance (The Ambulance) est un film américain réalisé par Larry Cohen, sorti en 1990. C'est la dix-huitième réalisation ainsi que le dix-septième long-métrage réalisé par Cohen.
Produit par Epic Productions et distribué par Triumph Films, L'Ambulance met en scène un jeune dessinateur new-yorkais cherchant à retrouver une femme, dont il est tombé amoureux, enlevée par une mystérieuse ambulance. Parcourant la ville, il va devoir faire face au scepticisme de la police ainsi qu'au responsable de cet enlèvement, un médecin faisant des expériences sur les diabétiques.

## Synopsis
Le film débute sur un narrateur, présentant l'histoire : « Voici ce qui peut arriver à un homme qui aborde des femmes, qu'il ne connaît pas, dans la rue ».

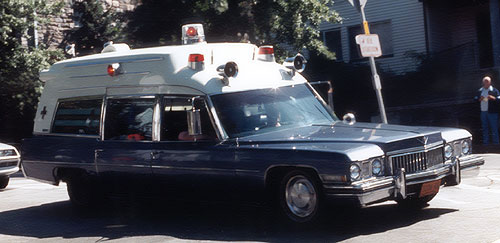
L'ambulance Cadillac Miller-Meteor de 1973 est le symbole du film.

À New York, Josh Baker est un dessinateur de bande dessinée pour Marvel Comics. Alors qu'il cherche un restaurant avec un collègue de travail, il tombe sous le charme d'une parfaite inconnue prénommée Cheryl. Baker l'accoste et essaye de la séduire. Cependant, la jeune femme fait un malaise. Une ambulance, datant des années 1970, arrive et prend en charge la jeune femme, leur révélant qu'elle est diabétique. Josh lui promet de venir lui rendre visite après son travail. Néanmoins, aucun hôpital de New York n'a reçu de patiente propre à la description de Cheryl. La jeune femme se trouve dans un hôpital clandestin dans lequel un médecin mène des expériences, contraire à l'éthique, sur des diabétiques. De plus, il fait partie d'un trafic d'être humains, vendant ses cobayes à des chercheurs de la côte Est.
Josh se rend à la police et parle de l'enlèvement au Lieutenant Spencer, qui ne le prend pas au sérieux, pensant que la jeune femme est rentrée chez elle. Le jeune homme décide alors de faire sa propre enquête. Il rencontre Jerilyn, la colocataire de Cheryl, elle aussi diabétique. Cheryl laisse un message sur leur répondeur, affirmant qu'elle a des problèmes et lui donnant rendez-vous dans une écurie. Cela se révèle être un piège car la femme est enlevée, elle-aussi, par cette mystérieuse ambulance sous les yeux de Josh.
Le lendemain matin, Josh se rend compte qu'il a été empoisonné et demande de l'aide à sa concierge, qui appelle une ambulance. À son réveil, on lui apprend que rien n'a été trouvé dans son estomac. Le lieutenant Spencer le considère dès à présent comme un suspect et est prié de rester à l'hôpital. Durant la nuit, il manque de se faire enlever par les ambulanciers du médecin et est sauvé par Elias Zacharai, un vieux journaliste au New York Post hospitalisé.
| |  |  |
| Cheryl, interprété par Janine Turner (à gauche ; en 1992), et Elias Zacharai, joué par Red Buttons (à droite ; ici en 1978), sont les seuls survivants visibles de l'hôpital du médecin. |  |  |

Après avoir remarqué que l'infirmière Feinstein, diabétique, est introuvable, Josh comprend qu'elle a été enlevée à cause de sa maladie. Ils se déguisent et parviennent à sortir de l'établissement médical. Après s'être rendu au siège du journal, Josh et Elias remarquent l'ambulance, garée près de l'enceinte du New York Post. Pendant que Baker prévient Spencer, Elias est enlevé par les ambulanciers, qui disparaissent. Le lieutenant rencontre l'ambulance et réussit à l'arrêter. Il est, cependant, poignardé et renversé. Le corps sans vie de Spencer est emmené.
Réfugié dans les bureaux de Marvel, Josh reçoit la visite de l'Inspecteur Sandra Malloy, assistante de Spencer, qui lui prévient de la disparition de son supérieur. Malloy remarque que l'ambulance est la propriété d'une casse automobile. Josh se rend sur place le lendemain et voit que des accessoires ont été achetés par un médecin. Pris à partie par une bande qui le matraque, il est laissé pour mort et emmené par l'ambulance. Josh parvient à s'échapper mais il est arrêté par l'Inspecteur McClosky qui enquête sur le meurtre d'une femme.
Josh informe Sandra qu'il a repéré, quand il était dans l'ambulance, une veste où était inscrit « Vint ». Malloy comprend qu'il s'agit du « Vintage », une boîte de nuit où travaillent les sbires du docteur. À l'intérieur, elle remarque l'ambulance et prévient l'inspecteur McClosky et Josh. Après avoir manqué de se faire enlever, elle fait naître un mouvement de foule. Alors que le médecin s'échappe à bord de son ambulance, les protagonistes découvrent l'hôpital de fortune situé à l'étage. Josh retrouve Cheryl qui lui demande de prévenir son petit ami, ce qui déçoit profondément le jeune dessinateur, pensant qu'elle était célibataire.
Il retourne à son domicile avec Sandra. Alors qu'ils sont sur le pas de son appartement, l'inspectrice est renversée par l'ambulance et Josh est pris en chasse. Il escalade un petit mur, protégeant l'accès d'un chantier, situé en contrebas. Le médecin fonce sur Josh mais tombe dans le vide avec son ambulance, qui explose. Le dessinateur, agrippé à une chaîne du mur, est sain et sauf.
Emmené sur un brancard, il est placé à l'arrière d'une ambulance où se trouve également Sandra, vivante. Le narrateur conclut le film sur « Voilà ce qui peut vous arriver si vous abordez des femmes, que vous ne connaissez pas, dans la rue ».

## Fiche technique
- Titre français : L'Ambulance
- Titre original : The Ambulance
- Réalisateur : Larry Cohen
- Scénario : Larry Cohen
- Directeur de la photographie : Jacques Haitkin
- Montage : Armond Lebowitz et Claudia Finkle
- Musique : 
  - Composition musicale : Jay Chattaway
  - Musique électronique : Pete Levin (en) et Stephen Croes
  - Montage : Michael Linn
  - Mixage : Alec Head
- Production :
  - Producteurs : Moctesuma Esparza (en) et Robert Katz
  - Producteur associé : Barbara Zitwer
- Conception graphique : 
  - Directeur artistique : Barbara Zitwer
  - Assistant directeur artistique : Judy Becker
- Décors : Jessica Lanier
- Costumes : Sylvia Vega-Vasquez
- Distribution des rôles : Marcia Shulman
- Sociétés de production : Epic Productions et Esparza / Katz Productions
- Sociétés de distribution : 
  -  États-Unis : Triumph Films
  -  France : Les Films Number One
- Pays d'origine :  États-Unis
- Langue originale : anglais
- Genres : Thriller, Comédie
- Format : Couleurs - 1,77:1 - 35mm
- Durée : 91 minutes
- Classification : 
  - États-Unis : R (Déconseillé aux mineurs / Les enfants de moins de dix-sept ans doivent être accompagnés d'un adulte)[1]
  - France : Tous publics[2]
- Dates de sortie : 
  - États-Unis (New York) : 22 mars 1990
  - États-Unis : 29 mars 1990
  - France : 5 juin 1991
- Dates de sorties vidéo (VHS) :
  - États-Unis : 1er novembre 1994[3]
  - France : 1er mars 1995[4]
- Date de sortie vidéo (DVD) :
  - États-Unis : 15 mars 2011[5]

Sauf mention contraire, les informations de cette section proviennent de l'Internet Movie Database.

## Distribution
- Eric Roberts (VF : Nicolas Marié) : Joshua « Josh » Baker
- James Earl Jones (VF : Sady Rebbot) : Le lieutenant Spencer
- Megan Gallagher (VF : Céline Monsarrat) : L'officier Sandra Malloy
- Red Buttons (VF : Henri Labussière) : Elias Zacharia
- Janine Turner (VF : Caroline Beaune) : Cheryl
- Eric Braeden (VF : Daniel Sarky) : Le docteur
- Richard Bright : L'inspecteur McClosky
- James Dixon (VF : Michel Tugot-Doris) : L'inspecteur Ryan
- Stan Lee : Stanley
- Jill Gatsby (VF : Odile Schmitt) : Jerilyn
- Nick Chinlund (VF : Thierry Ragueneau) : Hugo
- Martin Barter : le chef du gang
- Deborah Hedwall : L'infirmière Feinstein
- Susan Blommaert : La réceptionniste de l'hôpital St. Francis
- Michael O'Hare : Hal

## Production
L'idée de L'Ambulance vient du réalisateur Larry Cohen qui, comme pour beaucoup de ses films, est frappé par une intuition. Le cinéaste aurait eu l'idée de cette histoire alors qu'il était pris en charge par une ambulance et transporté à l'hôpital. Cohen, s'inspirant de l'univers d'Alfred Hitchcock, désire faire un hommage au film La Mort aux trousses, réalisé en 1959,. L'Ambulance va reprendre les ingrédients de ce film avec un personnage principal inséré dans un engrenage dont il est étranger, une femme enlevée ou encore des courses poursuites. 
Le film s'inspire aussi de la peur croissante des Américains auprès du personnel médical, commencé lors des années 1980 et qui va se poursuivre dans les années 1990. De plus, L'ambulance va venir se greffer autour du thème de la voiture-tueuse, vu dans Christine, Duel ou encore Enfer mécanique. L'ambulance utilisé dans le film est un modèle Cadillac Miller Meteor de 1973. Aujourd'hui, elle est la propriété d'un collectionneur de Californie.
Eric Roberts accepte le rôle de Josh Baker car il aime le scénario. L'acteur suivra, à la lettre, les indications de Cohen et confie s'être beaucoup amuser sur le tournage du film.

## Sortie et réception

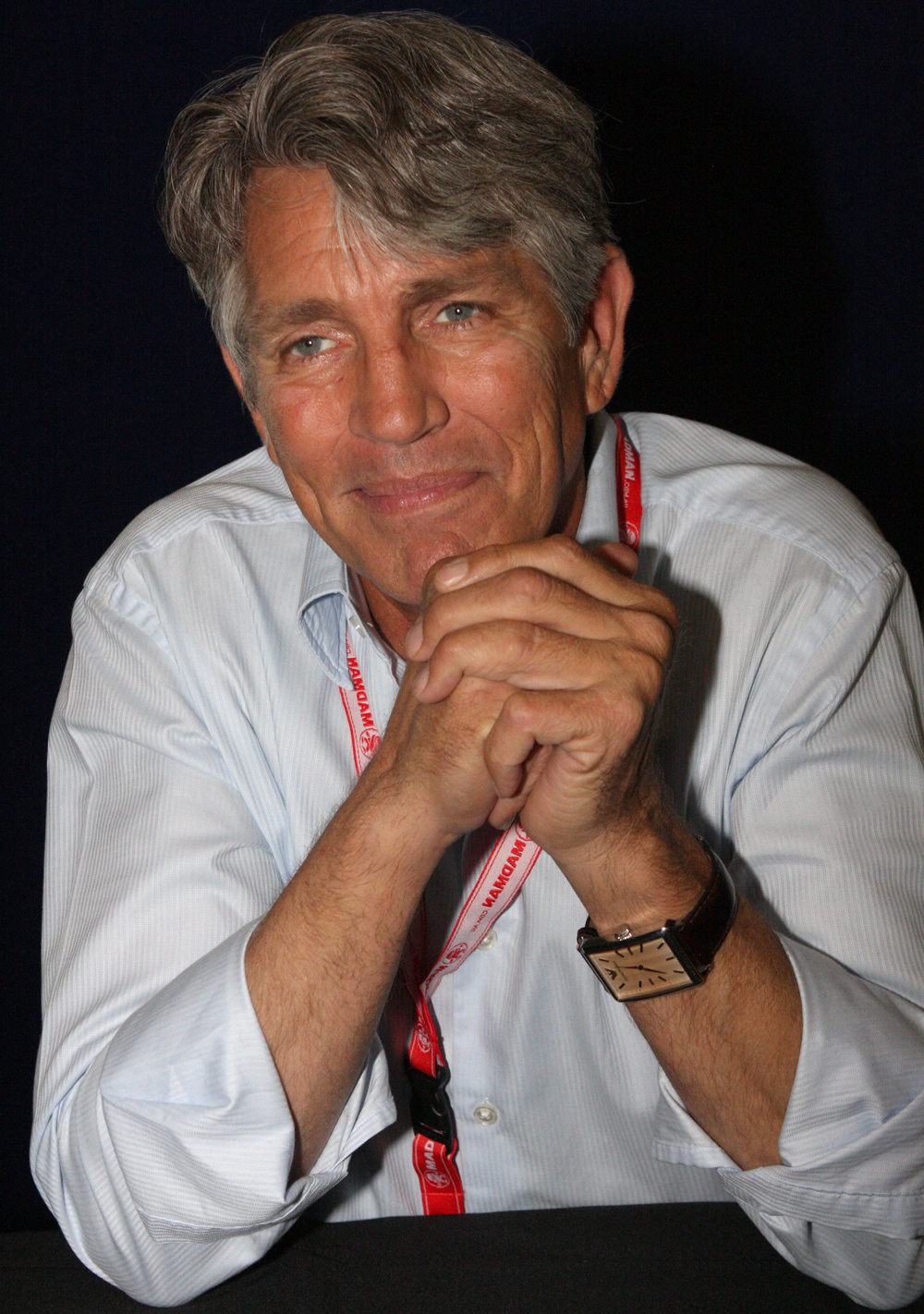
Eric Roberts (ici en 2012) est félicité par la critique pour son interprétation de Josh Baker.

Le film de Larry Cohen sort d'abord, le 22 mars 1990, dans la ville de New York avant d'être diffusé, une semaine plus tard, sur tout le territoire américain. En France, il faut attendre le 5 juin 1991, soit plus d'un an après, distribué par Les Films Number One, société de production et de distribution qui ferme ses portes en 2008,. Lors de sa sortie en salle, le film passe presque inaperçu. Eric Roberts confie que le film a été un échec aux États-Unis mais qu'il a été un grand succès en France et qu'il a remporté beaucoup d'argent dans l'hexagone.
Au niveau des critiques, celles-ci sont plutôt positives en général. William Harrison de DVDtalk.com déclare s'être amusé en regardant le film qu'il juge « absurde » mais « assez divertissant pour un soir ». Pour lui, L'Ambulance est un « thriller paranoïaque [qui évolue] en roue libre » et que malgré quelques séquences vides où il ne se passe rien, « le film est drôle et passionné ». Jeffrey M. Anderson de Combustible Celluloid donne la note de 3/4 et applaudie la « dévotion impressionnante de Cohen en dépit de tous les obstacles logiques et créatifs ». Le critique Geoff Andrews, du magazine Time Out, apprécie que Cohen « évite l'horreur médical, style Morts suspectes (Coma), en faveur d'un mystère comique pointu ». De plus, Andrews écrit que le film est soutenu par les performances de James Earl Jones et Red Buttons. 
Le TV Guide salue les « personnages amusants » ainsi que certaines scènes « vraiment drôles ». Par contre, le célèbre magazine critique le « sinistre complot [qui] n'est pas du tout sinistre » et note que faire une comédie d'action est assez difficile, affirmant que « sans un soupçon d'autodérision, L'Ambulance s'effrite en l'absence de mystère et de tension ». Il donne une note de 2/4. Charles Tatum, de eFilmCritic.com, félicite le potentiel du film, les scènes d'action ainsi que le jeu d'acteur d'Eric Roberts et de Megan Gallagher. Par contre, il regrette que Cohen dévoile trop rapidement son scénario et qu'il ne garde pas assez de suspense.
En France, Damien Taymans, de cinemafantasique.net, qualifie le film comme « une agréable série B qui séduit par l’exotisme des accoutrements, la nanardise de son traitement (les incohérences sont légion) et le ton volontairement frivole de l’ensemble ». Cependant, le film n'arrive pas à égaler Christine de John Carpenter. En Allemagne, le site die-besten-horrorfilme écrit que le film est « très simple » mais qu'il possède « de nombreux rebondissements », saluant surtout la réalisation de Larry Cohen ainsi que la cohésion du scénario. Grauen II va dans le même sens, comparant L'Ambulance à un surprenant « produit de restauration-rapide » et à d'autres films ayant pour thème le milieu médical, comme Morts suspectes ainsi qu'Hôtel de l'apocalypse (Fleisch), connu aussi sous le nom de Panique sur l'autoroute.

## Postérité
Après ce film, Larry Cohen doit attendre six ans avant de retourner derrière la caméra. En 1996, il réalise un film d'action, Original Gangstas, qui est son dernier long-métrage. Par la suite, Cohen se tourne vers l'écriture et signe les scénarios de film à suspense comme Phone Game et Cellular.
En 2006, il réalise l'épisode Serial autostoppeur (Pick Me Up) de la série Les Maîtres de l'horreur. À la fin de celui-ci, le réalisateur fait un clin d'œil à L'Ambulance. Alors que les survivants des deux psychopathes sont emmenés dans une ambulance, on remarque le comportement étrange des ambulanciers, les emmenant dans un lieu inconnu.